# Fort Benton
Fort Benton – miasto w Stanach Zjednoczonych, w stanie Montana, siedziba administracyjna hrabstwa Chouteau.